# Forst (Eckersdorf)
Forst ([fɔʁst] ) ist ein Gemeindeteil der Gemeinde Eckersdorf im Landkreis Bayreuth (Oberfranken, Bayern). Forst liegt in der Gemarkung Eckersdorf.

## Geografie
0,5 Kilometer östlich des Dorfes liegt die Flur Schmatzerhöhe, unmittelbar westlich schließt sich das Waldgebiet Luderecke an. Der Ort bildet mittlerweile mit Donndorf im Süden eine geschlossene Siedlung. Eine Gemeindeverbindungsstraße führt nach Donndorf zur Bundesstraße 22 (0,9 km südöstlich) bzw. zur Kreisstraße BT 14/BTs 14 (0,5 km nordwestlich), die nach Eckersdorf zur B 22 (1,4 km südlich) bzw. nach Dörnhof (1,4 km nördlich) verläuft.

## Geschichte
Forst gehörte zur Realgemeinde Eckersdorf. Gegen Ende des 18. Jahrhunderts gab es acht Anwesen. Die Hochgerichtsbarkeit stand dem bayreuthischen Stadtvogteiamt Bayreuth zu. Grundherren waren die Amtsverwaltung Donndorf (2 Güter, 1 Gütlein, 2 Halbsölden, 1 Tropfhaus, 1 Haus) und die Superintendentur Bayreuth (1 Söldengut).
Ende des 18. Jahrhunderts kam für den Ort der Spottname Backöfen auf, weil in Forst für die Soldaten des in der Nähe gelegenen Militärlagers Schanz Brot gebacken werden musste.
Von 1797 bis 1810 unterstand der Ort dem Justiz- und Kammeramt Bayreuth. Mit dem Gemeindeedikt wurde Forst dem 1812 gebildeten Steuerdistrikt Eckersdorf und der im gleichen Jahr gebildeten Ruralgemeinde Eckersdorf zugewiesen. 1926 beantragte die Ortsbürgerschaft Forst die Umgemeindung nach Donndorf, was jedoch abgelehnt wurde.

## Einwohnerentwicklung
| Jahr      | 001819 | 001822 | 001861 | 001871 | 001885 | 001900 | 001925 | 001950 | 001961 | 001970 | 001987 | 002016 | 002021 |
| Einwohner | 54     | 58     | 55     | 60     | 71     | 67     | 54     | 76     | 55     | 46     | 46     | 140    | 140    |
| Häuser    |        | 9      |        |        | 13     | 12     | 11     | 11     | 11     |        | 11     |        |        |
| Quelle    | [ 11 ] | [ 8 ]  | [ 12 ] | [ 13 ] | [ 14 ] | [ 15 ] | [ 16 ] | [ 17 ] | [ 18 ] | [ 19 ] | [ 20 ] |        | [ 1 ]  |

## Religion
Forst ist seit der Reformation evangelisch-lutherisch geprägt und nach St. Ägidius (Eckersdorf) gepfarrt.